# Incendio di Mosca (1547)
L'incendio di Mosca del 1547 fu uno fra i più catastrofici incendi della sua lunga storia e distrusse interi quartieri di Mosca costruiti quasi esclusivamente in legno. L'incendio divampò il 21 giugno, alcuni mesi dopo l'incoronazione di Ivan IV come primo Zar di Russia. In tale accadimento andarono completamente distrutte 25.000 abitazioni e almeno 17.000 persone persero la vita tra le fiamme. I senzatetto furono più di 80.000, generando un sensibile incremento della povertà nella capitale e nelle aree limitrofe. Perfino il Cremlino fu seriamente danneggiato, tanto che lo stesso zar e la consorte si misero in salvo a stento, fuggendo su una slitta e riparando in un vicino villaggio. I Moscoviti ritennero colpevoli di aver appiccato il fuoco i parenti materni dello zar, la famiglia Glinskij. Nacquero tumulti che causarono la lapidazione di Jurij Glinskij e il tentativo di fuga in Lituania del fratello di quest'ultimo, Michail Glinskij. Tale sommovimento popolare determinò la caduta della fazione dei Glinskij, che comportò conseguentemente il rafforzamento del potere del giovane zar.

## Fonti
- (RU)  Аванта: Российские столицы. Москва и Санкт-Петербург (2001) (ISBN 5-8483-0041-0).
- (RU)  Аванта: История России (1996) (ISBN 5-86277-003-8).